# Saint-Arnoult, Calvados

Saint-Arnoult este o comună în departamentul Calvados, Franța. În 1 ianuarie 2022 avea o populație de 1.103 de locuitori.